# 第59屆廣播金鐘獎
第59屆廣播金鐘獎（英語：59th Golden Bell Awards / 59th GBA）是2024年臺灣传播媒体的頒獎典禮，於2024年10月12日在台北流行音樂中心舉行。

## 廣播類入圍暨得獎名單
下列之標記為該獎項得獎者。

## 評審名單
| 王裕仁(土豆仁)                                                                 |
| 特別獎主任委員                                                                 |
| 倪蓓蓓                                                                         |
| 流行音樂節目/類型音樂節目                                                      |
| 賴家慶（召集人）、王宏恩、何方、吳建恆、呂理傑（丹尼）、許郁瑛、溫尹嫦（米莎） |
| 藝術文化節目/生活風格節目                                                      |
| 張曉瑩（召集人）、巴奈˙母路、游智維、蔡文祥、䌓運隆                            |
| 藝術文化節目/兒童節目/少年節目                                                 |
| 蘇仰志（召集人）、林亦君、徐淑卿、陳芝安、曾止妤（妹將）                       |

## 外部連結
- 廣播電視金鐘獎 Golden Bell Awards的Facebook專頁
- 廣播電視金鐘獎 Golden Bell Awards的Instagram帳戶
- 廣播電視金鐘獎 Golden Bell Awards的X（前Twitter）
- YouTube上的2024第59屆廣播金鐘獎頒獎典禮現場LIVE直播——金鐘獎 Golden Bell Awards.2024年10月12日
- 第59屆廣播金鐘獎入圍名單揭曉 張茂隆榮獲特別貢獻獎 （页面存档备份，存于）.文化部影視及流行音樂產業局.2024-09-04
- 113年度廣播金鐘獎得獎名單.文化部影視及流行音樂產業局.2024-10-12